# Lasgo
Lasgo (Ласго) — бельгийское трио музыкантов танцевального жанра. Группа образована в 2000 году и состоит из Элле Ван Дал в качестве вокалистки (Эви Гоффин вынуждена покинуть группу в 2008 году), Петер Лютс и Жеф Мартенс как продюсеры. Петер Лютс подтвердил (на Бельгийском радио) в 2008 году, что Эви Гоффин не вернется в группу, так как приняла решение все своё время посвятить материнству (Однако позже Гоффин заявила, что не хотела покидать группу, но имелись конфликты с руководством, которое пыталось скрыть правду, заявляя о том, что она решила уделять больше время своим детям). Лутс также объявил, что он ищет новую вокалистку для своей группы. Вместе с бельгийским телеканалом JIMtv, он организовал телевизионный поиск на замещение этого места (в стиле шоу талантов как Idols). Победителем конкурса стала Элле ван Дал, которая в настоящее время является вокалисткой группы.
Группа продала более 5 млн копий альбомов Some Things и Far Away, и синглы с этих альбомов.

## Карьера

### История
Первое появление Lasgo состоялось на Вечеринке Каникул, одной из самых популярных вечеринок в Бельгии. The Music Factory сделала шоу для производства видеоклипа. В октябре Lasgo завоевали лучшую национальную награду на Бельгийском музыкальном награждении в 2001 году. В то же время, этот клип стал золотым — продано 25 000 копий.
Дебютный сингл группы Lasgo «Something» выпущен летом 2001 года и стал хитом по всей Европе, в рейтинге #5 в Бельгии, а также #4 в рейтинге Великобритании. В ноябре 2001 года Ласго выпустили свой второй сингл «Alone». Этот сингл взят из дебютного альбома Some Things. Клип для «Alone» снят в большом офисе в Берлине, Германия.
Благодаря международной известности Lasgo, у Лютса попросили ремикс трека дуэта Delerium «Underwater» для EMI Германия, а также создать ремикс для Авроры на песню «The Day It Rained Forever» на Positiva Records (UK). На протяжении 2002 года, Lasgo номинировалась на несколько наград: International Dance Club Hit of the Year («Something») и International New Dance Group of the Year at the Danish Dance Awards и Best Trance Act at the Dancestar World Music Awards 2002 (который выиграл Ян ван Далл с песней «Castles in the Sky»).
В августе 2002 года сингл «Alone» выпущен в Британии под номером 7. Дебютный альбом Some Things выпущен в Великобритании в то же время и достиг максимального уровня # 30 в UK Albums Chart. Сингл «Pray» достиг # 17 в декабре того же года. Примерно в то же время Some Things выпущен в США.
В ноябре 2002 года Lasgo выиграл Smash Hits — награду Best Dance Act jf the Year 2002 в Великобритании. Декабрь 2002 года отмечен выпуском второй версии Some Things в Бельгии. В то же время переизданы 3 новых песни («Searching», «You» и «I Wonder») наряду с ремиксом их хитов.
В феврале 2003 года A&S Productions провела вечеринку в клубе Carré в Виллебруке, Бельгия, празднуя успех Lasgo и Ван Дал, как в Бельгии, так и за рубежом.

### Far Away
Четвёртый сингл Lasgo «Surrender» выпущен на виниле в октябре 2003 года, на CD в январе 2004 года в Бельгии. Во мировой релиз состоялся в феврале. Ремиксированный релиз Великобритании от LMC вышел в апреле, песня достигла 27 строчки.
В марте 2004 года Lasgo выиграла свою вторую награду (Best Hi-NRG/Euro track with «Alone») на Winter Music Conference's International Dance Music Awards в Майами, Флорида. За год до этого они выиграли Best New Dance Artist Group Aword. На музыкальной конференции MIDEM 2004 в Каннах (Франция), Lasgo стала одним из победителей европейской награды European Border Breakers. Эта награда Европейской комиссии создана для расширения обмена/экспорта поп-музыки в других странах.
«Surrender» возглавил Billboard Dance Chart в январе 2005. Второй сингл альбома Far Away назывался «All Night Long». Он выпущен на виниле в декабре 2004 года. «All Night Long» занял первую строчку чарте клубной музыки Бельгии. Хотя он не столь успешен, как «Surrender», ему все же удалось закрепиться в нидерландском Топ 40, и он стал их вторым самым большим хитом в Нидерландах. «Who’s That Girl», третий сингл с альбома Far Away, спел Дэйв Бейер без Эви Гоффин.
«Lying» — четвёртый и последний сингл с альбома Far Away, хотя и не выпущен в Великобритании, стал успешным, достигнув Top 20 в Бельгии.

### Smile
«Out of My Mind» — первый сингл группы, после прихода в неё Элле ван Дал. Выпущенный в 2008 году, он добился успеха в чартах в Нидерландах и Бельгии, войдя в Top 10, но не попал в чарты в Великобритании. «Gone» (2009) — следующий сингл с клипом, который снят в Лос-Анджелесе. Достиг 5 строчки в Бельгии. Затем последовал сингл «Lost», вышедший в августе за месяц до выхода альбома. «Over You» стал четвёртым и последним синглом из Smile.

### TBA
Ожидаелось, что четвёртый альбом будет выпущен ближайшем будущем (однако с 2013 года группа уже не выпускала материалов). Первый сингл «Tonight» имел умеренный успех на родине в Бельгии. Это было ясно из того, что выпуск «Here With Me» вошел в топ-30 хитов. Название четвёртого альбома не объявлялось. Третий сингл под названием «Sky High» выпущен 7 мая 2012 года, достигнув 5-й строчки Ultratip Chart. Четвёртый сингл «Can’t Stop» выпущен 3 октября 2012 года и достиг 18 строчки Ultratip Chart. 18 марта 2013 года на официальном канале группы на сайте YouTube опубликована новая версия «Something 2013» (feat. Taylor Jones) и достигла 8 строчки. Сингл «Feeling Alive» выпущен 2 июля 2013 и достиг максимального показателя на 21 строке чартов.

### Сольная карьера
8 сентября 2014 году на официальной странице группы в Twitter объявлено, что вокалистка Элле Ван Дал выпустит сольный сингл, отдельно от группы. Она также заявила, что никаких изменений в Lasgo не состоится. Её первый сингл «Lie Machine» был выпущен 23 сентября.

## Дискография

### Альбомы
| Год  | Альбом      | БЕ | UK |    |
| ---- | ----------- | -- | -- | -- |
| 2002 | Some Things | 11 | 30 | 82 |
| 2005 | Far Away    | 15 | -  | -  |
| 2009 | Smile       | 8  | -  | -  |

### Синглы
| Год  | Сингл                                | BE | BDC** | NL40 | NL100 | UK | US | DE | AT | FI | Альбом                       |
| ---- | ------------------------------------ | -- | ----- | ---- | ----- | -- | -- | -- | -- | -- | ---------------------------- |
| 2001 | «Something»                          | 5  | 3     | 7    | 7     | 4  | 35 | 8  | 9  | -  | Some Things                  |
| 2001 | «Alone»                              | 3  | 2     | -    | 46    | 7  | 89 | 22 | 25 | -  | Some Things                  |
| 2002 | «Pray»                               | 11 | 4     | 33   | 32    | 17 | -  | 31 | 43 | -  | Some Things                  |
| 2004 | «Surrender»                          | 6  | 28    | -    | -     | 24 | -  | 43 | -  | 14 | Far Away                     |
| 2005 | «All Night Long»                     | 8  | 3     | 13   | 22    | -  | -  | 73 | -  | -  | Far Away                     |
| 2005 | «Who’s That Girl?» (with Dave Beyer) | 22 | 3     | -    | -     | -  | -  | 87 | -  | -  | Far Away                     |
| 2005 | «Lying»                              | 16 | 3     | -    | 45    | -  | -  | -  | -  | 5  | Far Away                     |
| 2008 | «Out of My Mind»                     | 7  | 2     | 30   | 26    | -  | -  | -  | -  | -  | Smile                        |
| 2009 | «Gone»                               | 5  | 1     | 15   | 17    | -  | -  | -  | -  | 13 | Smile                        |
| 2009 | «Lost»                               | 4  | 1     | 15   | 38    | -  | -  | -  | -  | -  | Smile                        |
| 2009 | «Over You»                           | 23 | -     | 24   | 76    | -  | -  | -  | -  | -  | Smile                        |
| 2010 | «Tonight»                            | 29 | -     | -    | -     | -  | -  | -  | -  | -  | TBA                          |
| 2011 | «Here With Me»                       | 30 | -     | -    | -     | -  | -  | -  | -  | -  | TBA                          |
| 2012 | «Sky High»                           | 12 | -     | -    | -     | -  | -  | -  | -  | -  | TBA                          |
| 2012 | «Can’t Stop»                         | 18 | -     | -    | -     | -  | -  | -  | -  | -  | TBA                          |
| 2013 | «Something 2013»(feat. Taylor Jones) | —  | —     | 58   | —     | —  | —  | —  | —  | —  | TBA                          |
| 2013 | «Feeling Alive»                      | —  | —     | 71   | —     | —  | —  | —  | —  | —  | TBA                          |
| 2014 | «Lie Machine»                        | —  | —     | —    | —     | —  | —  | —  | —  | —  | Сольная карьера Элле Ван Дал |

- (**) Бельгийский музыкальный рейтинг